# Morti nel 1122
| Questa pagina contiene informazioni ricavate automaticamente dalle voci biografiche con l'ausilio del template Bio e di un bot. L'aggiornamento è periodico e automatico e ricostruisce completamente la pagina. Se manca una persona in questa lista, sei pregato di non aggiungerla, ma accertati piuttosto che la sua voce biografica contenga il template Bio e che i dati anagrafici siano correttamente compilati. Se il template Bio manca, inseriscilo tu stesso o, in alternativa, metti l'avviso {{tmp\|Bio}} che ne segnala la mancanza. Se i dati riportati sono sbagliati, correggi direttamente la voce biografica; le modifiche saranno visibili in questa lista entro pochi giorni. Per chiarimenti vedi il progetto biografie. La lista contiene solo le 14 persone che sono citate nell'enciclopedia e per le quali è stato implementato correttamente il template Bio. Pagina aggiornata al 18 ago 2025. |

- 18 gennaio - Cristina Ingesdotter, nobile svedese
- 3 maggio - Bertoldo III di Zähringen, duca (n. 1085)
- 15 maggio - Yejong di Goryeo, re coreano (n. 1079)
- 9 agosto - Kuno di Urach, cardinale tedesco
- 20 ottobre - Ralph d'Escures, abate, vescovo e arcivescovo normanno
- 8 novembre - Ilghazi ibn Artuq, condottiero turco
- 28 novembre - Ottocaro II di Stiria, nobile austriaco (n. 1082)
- 4 dicembre - Enrico V di Carinzia, nobile tedesco
- 19 dicembre - Berardo da Teramo, vescovo cattolico italiano
- Alberada di Buonalbergo, nobildonna
- Orzocco II de Lacon-Zori, sovrano
- Sibilla di Normandia, regina francese
- Vitale di Savigny, abate e santo francese
- Al-Hariri, letterato, scrittore e filologo arabo (n. 1054)